# Babak Rafati
Babak Rafati (* 28. Mai 1970 in Hannover) ist ein ehemaliger deutscher Fußballschiedsrichter.

## Leben
Rafati wuchs als Kind iranischer Eltern in Deutschland und im Iran auf. Er absolvierte in seiner Heimatstadt Hannover, wo er auch heute lebt, eine Lehre als Bankkaufmann. Bei der Sparkasse Hannover arbeitete er zuletzt als Filialleiter. Ab 1997 war Babak Rafati, der für Niedersachsen Döhren pfiff, DFB-Schiedsrichter. Ab 2000 leitete er Spiele der Zweiten und ab 2005 auch der Bundesliga. Er debütierte am 6. August 2005 in der Partie 1. FC Köln gegen den 1. FSV Mainz 05. Rafati leitete insgesamt 84 Bundesligaspiele und 102 Zweitligapartien.
Im Jahr 2008 folgte er als einer der ersten deutschen FIFA-Schiedsrichter auf Markus Merk. International leitete er unter anderem zwei A-Länderspiele und sechs Begegnungen in Europapokalwettbewerben. Im September 2011 gab der DFB bekannt, dass Rafati neben Peter Sippel ab 2012 nicht mehr auf der Liste der FIFA-Schiedsrichter stehen würde. Ihre Nachfolger wurden Marco Fritz und Felix Zwayer. Der DFB begründete den Schritt als notwendige altersbedingte Umstrukturierung. Rafati war zuvor in den halbjährlichen Umfragen des Fachmagazins Kicker von den Bundesligaprofis viermal zum „schlechtesten Bundesligaschiedsrichter“ gewählt worden.
Am 19. November 2011 wurde das für diesen Tag angesetzte Bundesligaspiel zwischen dem 1. FC Köln und dem 1. FSV Mainz 05 abgesagt, nachdem der für die Leitung des Spiels bestimmte Rafati nicht rechtzeitig im Stadion erschienen war. Ursächlich dafür war ein Suizidversuch; seine Assistenten hatten Rafati in seinem Kölner Hotel aufgefunden und noch vor dem Eintreffen des Notarztes Erste Hilfe geleistet. Als Auslöser für seine versuchte Selbsttötung gab er selbst Depressionen an. Er begab sich deswegen in therapeutische Behandlung. Am 24. Mai 2012 erklärte er ohne weiteren Einsatz seinen Rücktritt als Schiedsrichter.
Er hält Vorträge zu Präventionsstrategien bei Burnout, Mobbing und Depressionen sowie zum Thema Leistungsdruck. Daneben ist er als persönlicher Mentaltrainer tätig.
Mehr als drei Jahre nach seiner letzten offiziellen Partie als Fußballschiedsrichter leitete Rafati am 6. September 2014 das Abschiedsspiel von Aílton und ein Jahr später, am 5. September 2015, auch das Abschiedsspiel von Dedê im Westfalenstadion vor 81.359 Zuschauern, womit ein neuer Europarekord für Abschiedsspiele aufgestellt wurde.
Rafati analysiert seit März 2015 für das Fußball-Portal liga3-online.de jeden Spieltag die strittigen Szenen der 3. Liga.
Seit 2024 ist er Schiedsrichter in der Baller League und pfeift alle elf Spieltage plus das „Final Four“ Finalturnier.
Rafati ist seit 2012 verheiratet.

## Publikationen
- Ich pfeife auf den Tod! Wie mich der Fußball fast das Leben kostete. Kösel-Verlag, München 2013, ISBN 978-3-466-37074-0 (Taschenbuchausgabe: Goldmann, München 2014, ISBN 978-3-442-15806-5).

## Reportage
- Nach dem Spiel. Reportage von Angelika Lizius aus der Reihe „Lebenslinien“  (Bayerischer Rundfunk 2015, 44 Minuten)